# Leonardo Gigli

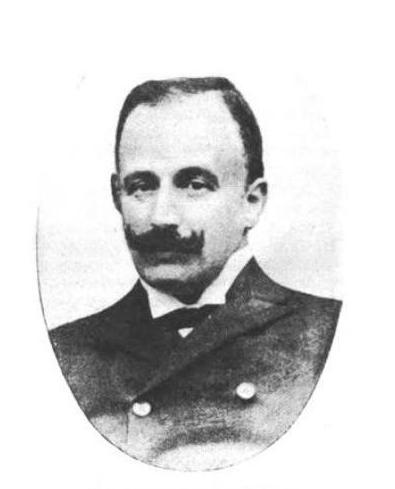
Leonardo Gigli

Leonardo Gigli (ur. 30 kwietnia 1863 w Sesto Fiorentino, zm. 4 kwietnia 1908 we Florencji) – włoski lekarz, położnik, wynalazca piłki Gigliego. 

## Życiorys
W 1889 roku ukończył szkołę medyczną we Florencji. Po studiach specjalizował się w położnictwie pod kierunkiem Domenico Chiary, ale po jego przedwczesnej śmierci (1891) zmuszony był specjalizować się za granicą. W Paryżu uczył się u Tarniera, Budina i Pinarda. Po krótkim pobycie w Londynie, od listopada 1892 roku do czerwca 1893 przebywał we Wrocławiu, gdzie współpracował z Fritschem i Mikuliczem-Radeckim. Potem wrócił do Florencji, i pracował w szpitalu S. Maria Nuova. W 1899 został jego dyrektorem. W 1901 zrezygnował i prowadził prywatną praktykę. 
Zmarł 4 kwietnia 1908 na powikłane zapalenie płuc.

## Dorobek naukowy
W 1894 roku opisał wynalezioną przez siebie piłę do przecinania kości, zastosowaną przez niego do przecięcia spojenia  łonowego, a potem spopularyzowaną przez Alfreda Obalińskiego w neurochirurgii (piłka  Gigliego). 

## Wybrane prace
- Lateralschnitt des Beckens. Zentralblatt für  Gynäkologie 31, ss. 281–290 (1904)
- Lateralschnitt durch das Os pubis. Zentralblatt für  Gynäkologie 29, ss. 1298–1303 (1902)
- Über einige Modifikationen an dem Instrumentarium und der Technik der Kraniektomie mit meiner Drahtsäge. Zentralblatt für Chirurgie 27, ss. 1193–1199 (1900)
- Über ein neues Instrument zum Durchtrennen der Knochen, die Drahtsäge. Zentralblatt für Chirurgie 21, ss. 409–411 (1894)
- Taglio lateralizzato del pube. Suoi vantaggi. Sua tecnica. Ann Ostet Ginecol 14, ss. 649–667 (1894)
- Zur Pubeotomie nach Baumm[1]. (1903)
- Zur praktischen Verwertung der Drahtsäge. Zentralblatt für Chirurgie 24, 29, ss. 785-788) (1897)